# 弘前電気鉄道
弘前電気鉄道（ひろさきでんきてつどう）は、青森県で大鰐駅から中央弘前駅を結ぶ鉄道路線を運営していた鉄道会社。
経営難により、1970年10月1日をもって、弘南鉄道に経営権を譲渡して解散した。鉄道路線は、弘南鉄道大鰐線として存続している。

## 概要
第二次世界大戦直後、弘前周辺の交通事情が非常に悪く、戦後復興のための輸送改善が求められたことから、弘前の有力者を中心に三菱電機の資本参加を得て会社を設立した。この時三菱電機が出資したのは地方電気鉄道システムのデモンストレーションを狙っていたからであると言われている。1952年（昭和27年）に第1期線として大鰐 - 中央弘前間を開業した。
1940年代末から1950年代にかけ、日本各地では既存国鉄線に並行して都市間連絡する、新たな民営の高速電車路線建設計画が林立したが、そのほとんどが資金難によって計画停滞していた間に、周辺バス会社への大型ディーゼルバス普及による自動車輸送の改善で存在意義を喪失し、実現に至らなかった。その中で弘前電気鉄道がまれな開業実現事例となったのは、三菱電機の資金・資材面の助力によるところが大きい。
しかし、開業にこそこぎ着けたものの、並行して走る奥羽本線や弘南バスに乗客をとられて経営不振から赤字を重ね、第1期線以外の路線建設も頓挫した。また集中豪雨や台風の被害も加わって1960年代後半には経営難が深刻化したことにより、三菱電機は経営からの撤退を表明、弘前電鉄線は開業から20年足らずにして廃止の危機に直面した。
対策として弘前電気鉄道・弘南鉄道合併案も持ち上がったが、陸運局仲介による交渉の結果、弘南鉄道への経営権譲渡で決着となった。従業員は希望者すべてが弘南鉄道に再雇用されている。

## 歴史
- 1948年（昭和23年）5月7日 地方鉄道敷設免許取得[3][2]
- 1949年（昭和24年）7月25日 弘前電気鉄道設立。
- 1952年（昭和27年）1月26日 大鰐線・大鰐 - 中央弘前間開業。[2]
- 1970年（昭和45年）
  - 3月ごろから弘南鉄道との正式交渉開始（非公式折衝はこれ以前から）。
  - 8月21日 地方鉄道貨物(車扱・小口扱)運輸営業廃止許可[4]
  - 10月1日 弘南鉄道に経営権を譲渡して解散。路線は弘南鉄道大鰐線となる。[5]

なお、第2期線として板柳までの延長線、さらには目屋線（西弘前-田代、改正鉄道敷設法別表3の路線とほぼ重複）の免許も得ていたが、返納・失効している。

## 輸送実績
| 年度 | 輸送人員（人） | 貨物量（トン） |
| ---- | -------------- | -------------- |
| 1952 | 1,513,269      | 4,164          |
| 1958 | 2,623千        | 6,545          |
| 1963 | 3,227千        | 16,052         |
| 1966 | 3,716千        | 7,888          |

- 地方鉄道軌道統計年報、私鉄統計年報各年度版

## 車両
開業当初に準備された車両は秩父鉄道・日本国有鉄道の廃車体に、三菱電機の電装品を取りつけたものである。いずれも大正時代末期から昭和初期にかけて製造された木造車であった。資金難により新車を導入できなかったことが、三菱の狙ったデモンストレーション効果を弱めてしまったとの指摘もある。その後、木造車の車体更新や他社からの譲受により鋼製車も導入されたが、完全新造車は最後まで保有しなかった。
タブレット交換の便を図って、右側運転台を採用していた。
モハ100形
- モハ101 - 103
1924年（大正13年）、秩父鉄道が日本車輌製造で製造した木製車を鋼体化した際の余剰車体に三菱電機製の新製機器を装備した(旧来の機器は秩父鉄道100形電車に転用)。1952年開業とともに入線。101は1962年（昭和37年）、103は1964年（昭和39年）に大栄車輌で簡易鋼体化。101・103は1976年（昭和51年）1月廃車。102は1973年（昭和48年）7月17日廃車。
- モハ105: 1922年（大正11年）、秩父鉄道デハ14として梅鉢鉄工所で製造された木製車。1953年（昭和28年）譲受。1959年（昭和34年）、大栄車輌で鋼体化されたが、重量増による性能低下により予備車扱いとなり一時は栗原電鉄[7]など他社売却も検討された。1978年 (昭和58年) に電動機を59kw/hから94kw/hに換装。1989年（平成元年）廃車。
- モハ106・107
1942年（昭和17年）、秩父鉄道デハ52・51（とされる）として木南車輌製造で製造。106は1962年、107は1966年（昭和41年）入線。それぞれ1977年、1975年廃車。
- モハ108
1968年（昭和43年）、京浜急行電鉄デハ400形（初代）・403の車体を西武所沢車両工場で改造、名目上は西武所沢製の新車として入線している。1989年廃車。

クハ200形・クハニ200形
- クハニ201 - 203
1917年（大正6年） - 1919年（大正8年）製の木製車で、旧国鉄サハ19形（19019・19020・19050）。1952年開業とともに入線。その際、大鰐よりに運転台と手荷物室を設置した。後年、201が荷物室撤去でクハ201 (初代)となる。201は1970年、202は1973年、203は1975年廃車。
- クハ201 (2代)
1929年（昭和4年）、小田原急行鉄道クハ554として藤永田造船所で製造。1970年、弘前電気鉄道最後の譲受車として入線。室内はカーテン仕切により簡易小荷物室として使用が可能。1981年廃車。

サハ300形
- サハ301
乗客の増加を見込んで1954年8月に国鉄より木製客車ナハフ14101（明治43年大宮工場製 鉄道院基本形客車）の払下げを受けるが、10月に津軽鉄道に譲渡された。

会社解散時まで残った車両は、番号を変更せず、弘南鉄道に引き継がれている（斜字で表示）。
なお、モハ100形・クハ200形には上記のほかに弘南鉄道へ継承後の1973年に入線した上田交通からの譲受車、モハ110（元モハ4261）、モハ111→クハ205（元モハ4256）がある。